# Christian Zacharias
Christian Zacharias est un pianiste et chef d'orchestre allemand né le 27 avril 1950 à Jamshedpur, en Inde.

## Biographie
Formé à partir de 1961 à l'Université de musique de Karlsruhe, il est l'élève d'Irene Slavin. Après avoir décroché son diplôme de pianiste concertiste, il se rend à Paris pour se perfectionner auprès de Vlado Perlemuter.
Lauréat du Concours de Genève en 1969 et du Concours Van Cliburn en 1973, il remporte en 1975 le Concours Ravel organisé par Radio France,. Il entame dans les années 1970 une carrière de soliste international qui le  mène sur toutes les grandes scènes du monde.
Christian Zacharias effectue de nombreux enregistrements.
Ses interprétations de Scarlatti, Mozart, Schumann, Schubert ou Ravel sont toujours très attendues des mélomanes et il est considéré comme un des plus grands pianistes allemands actuels.
Parmi ses enregistrements, citons la Sonate pour piano n° 17 D.845 et deux Scherzi D.593 de Schubert, chez EMI Electrola (réf : 063-30 824), 1978. Dans son disque Encore (EMI, 1995), il inclut vingt versions de la Sonate K. 55 de Domenico Scarlatti, enregistrées en direct durant vingt ans en bis de ses concerts. Les vingt interprétations présentent de légères variantes de temps, de dynamique et d'articulation. Il y a des versions où les 133 mesures de la partition durent deux minutes tandis que d'autres s'étendent jusqu'à trois minutes et demi.
Cet artiste a d'autre part entrepris depuis 1992 une riche carrière de chef d'orchestre en dirigeant tout d'abord l'Orchestre de la Suisse romande puis des formations réputées. Titulaire du poste de chef de l'Orchestre de chambre de Lausanne de 2000 à 2013, il a enregistré avec lui l'intégrale des concertos pour piano de Mozart, les quatre symphonies de Robert Schumann et des symphonies de Carl Philipp Emanuel Bach. À la fin de leur collaboration, en 2013, ils ont enregistré les cinq concertos de Beethoven en dvd.
Il est également chef invité de l'orchestre symphonique de Göteborg depuis de nombreuses années, partenaire artistique de l'orchestre de chambre de Saint Paul depuis la saison 2009-2010 et dirige de nombreuses formations en Europe et aux États-Unis.
Christian Zacharias est officier de l'Ordre des Arts et des Lettres,.
En 2020, il devient directeur honoraire de la Philharmonique Georges Enesco de Bucarest,.
Depuis 2021, il est chef associé de l'Orchestre national d'Auvergne.

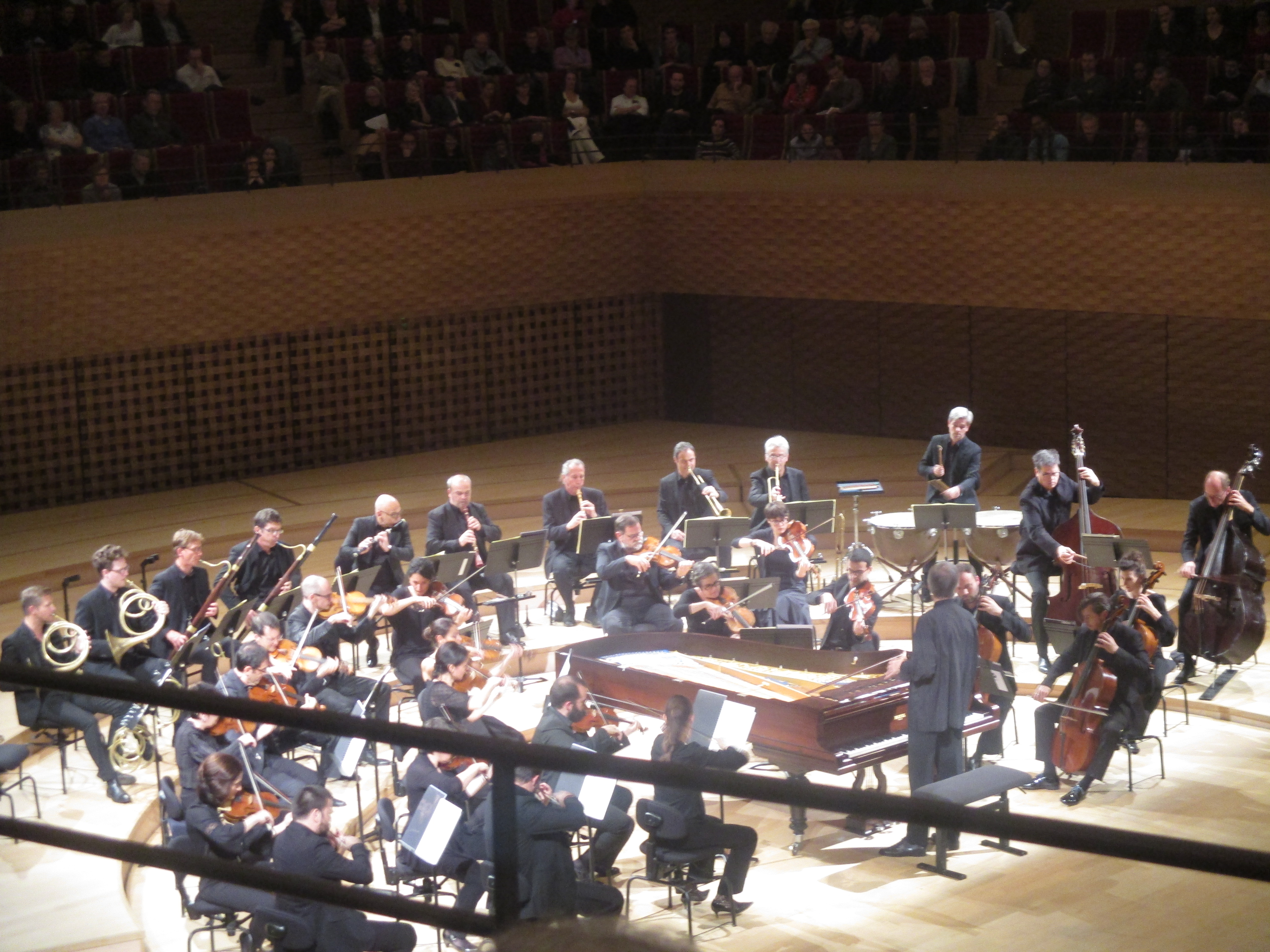
Zacharias dirige l'Insula orchestra de La Seine musicale dans le concerto n° 20 de Mozart, en novembre 2018.